# Fly from the Inside
"Fly from the Inside" é uma canção escrita por Brent Smith, Bob Marlette, gravada pela banda Shinedown.
É o primeiro single do álbum de estreia lançado em 2003 Leave a Whisper

## Paradas
| Ano  | Parada                     | Posição |
| ---- | -------------------------- | ------- |
| 2003 | Hot Mainstream Rock Tracks | 5       |
| 2003 | Modern Rock Tracks         | 34      |